# Phenatoma zealandica
Phenatoma zealandica é uma espécie de gastrópode do gênero Phenatoma, pertencente a família Borsoniidae.